# Nowa Pakownia
Nowa Pakownia (niem. Neuer Packhof, Seepackhof) – zabytkowy spichlerz w Gdańsku, znajdujący się w Śródmieściu przy ulicy Szafarnia.

## Historia
W dawnym Gdańsku pakowniami nazywano spichlerze przeznaczone do przechowywania towarów opakowanych, pierwszy z nich powstał w r. 1649.
Spichlerz Nowa Pakownia został zbudowany w 1750 na prawym brzegu Nowej Motławy, w miejscu wcześniejszego magazynu. W XIX wieku składowano tu drobnicę podlegającą ocleniu. II wojnę światową przetrwał bez zniszczeń .
Od 2003 właścicielem spichlerza jest firma Navo Investment. Od 26 lipca 2008 w budynku dawnego spichlerza znajduje się Hotel Gdańsk ***** (92 pokoje) i browar restauracyjny Brovarnia.